# Гоголевский бульвар
Го́голевский бульва́р (до 1924 года — Пречи́стенский бульва́р) — бульвар в Центральном административном округе города Москвы, входит в Бульварное кольцо. Проходит от площади Пречистенские Ворота до площади Арбатские Ворота.

## Происхождение названия
Своё первоначальное название — Пречистенский — бульвар, как и площадь Пречистенские Ворота, от которой он отходит, и расположенная неподалёку улица Пречистенка, получили по церкви Пречистыя Богородицы Смоленской в Новодевичьем монастыре. В 1924 году, в период празднований 115-летия великого русского писателя Николая Васильевича Гоголя, Пречистенский бульвар был переименован в Гоголевский.

## Описание
Бульвар проходит от площади Пречистенские Ворота до площади Арбатские Ворота. Нумерация домов ведётся от площади Пречистенские Ворота. С нечётной стороны на бульвар выходят Гагаринский переулок и Сивцев Вражек, с чётной стороны — Колымажный переулок.
Проезды и находящийся между ними собственно бульвар расположены на разных высотных уровнях: внутренний, относительно бульварного кольца, проезд находится выше непосредственно бульварной, средней, части, а внешний проезд — ниже. Такой рельеф бульвара сформировался из-за того, что ручей Черторый (Черторой), омывавший наружный склон вала Белого города и протекал фактически на месте внешнего проезда бульвара, имел разные по высоте берега.

## Примечательные здания и сооружения

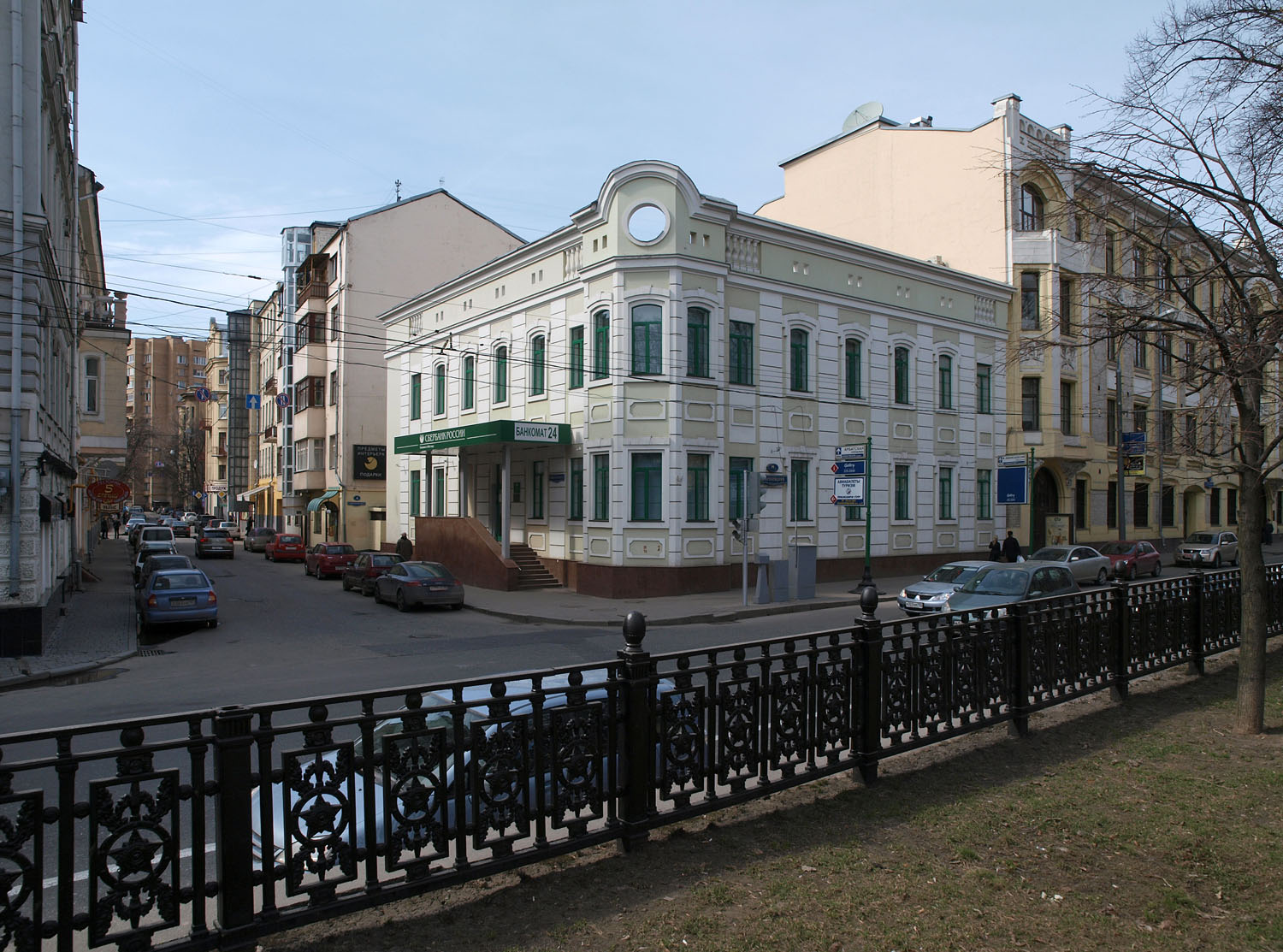
Угол Гоголевского бульвара и Сивцева Вражка.

### По нечётной стороне
- № 3/2 — Главный дом городской усадьбы С. Н. Волконской — Казённый питейный дом — доходный дом с булочной и кондитерским производством К. Н. Филиппова[3] (1795; 1820-е; кон. 1890-х, арх. А. З. Захаров)[4].
- № 5/2 — Городская усадьба П. Ф. Секретарева (1852, архитектор Н. И. Козловский), объект культурного наследия регионального значения[4].
- № 7 — Городская усадьба П. Ф. Секретарёва, строение 19-го века, объект культурного наследия регионального значения[5]. В доме жили: начальник охраны Сталина Н. С. Власик, В. И. Сталин (с 1949 г.), разведчик Рудольф Абель.
- № 9 — Особняк А. И. Иевлева (1879, архитектор А. Л. Обер).
- № 11 — Ранее на этом месте находился доходный дом Н. Н. Оболенского, построенный в 1912 году по проекту архитектора О. Г. Пиотровича.
- № 17 — Доходный дом (1903, архитектор Н. П. Марков).
- № 19/2 — Административное здание (1990-е гг.)[4]. Ранее на этом месте находилось двухэтажное здание женской парикмахерской, построенное в 1965 году из стекла и металла[6].

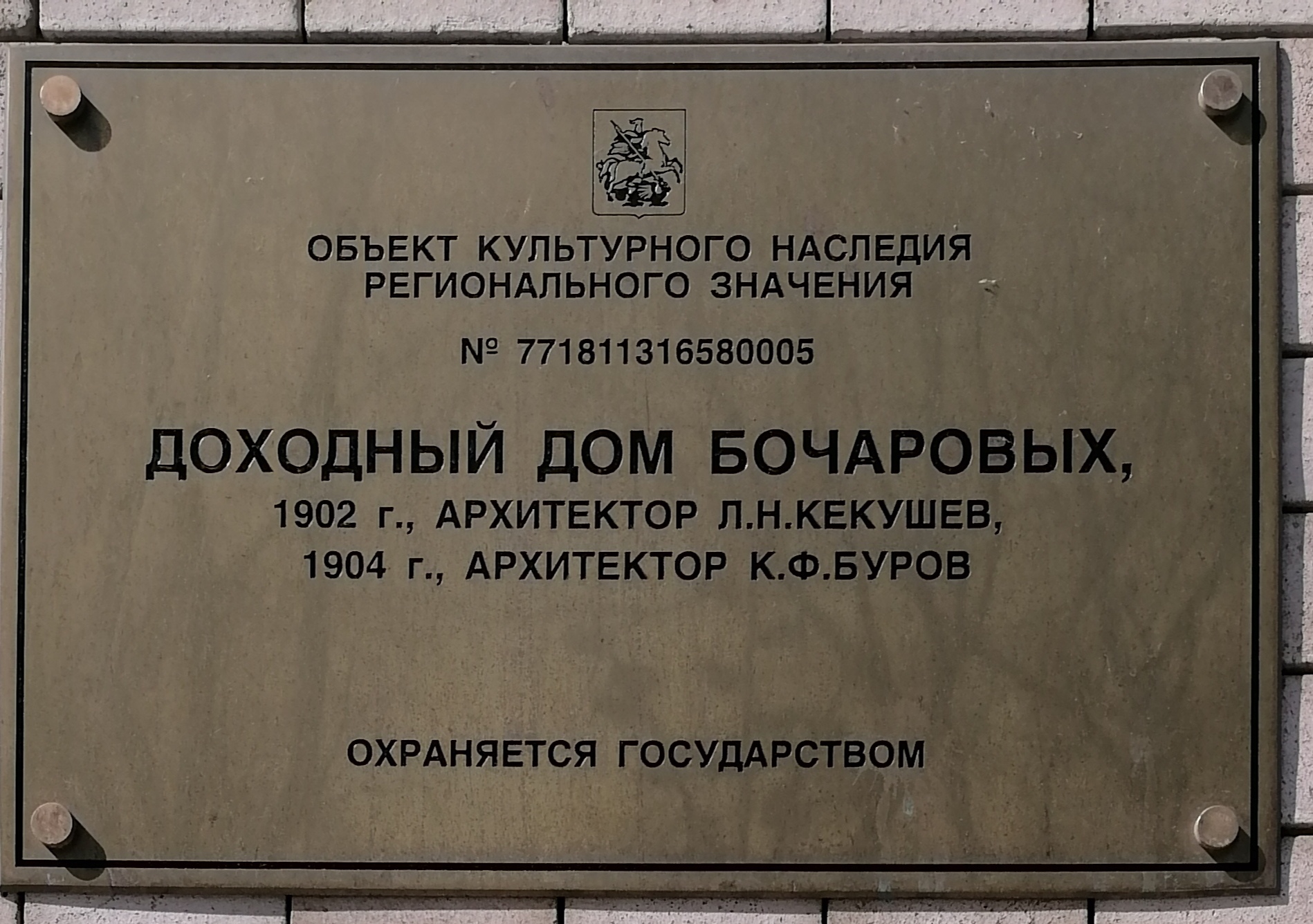

- № 21 — Доходный дом А. Ф. и Н. Ф. Бочаровых (1902, архитектор Л. Н. Кекушев[7]).
- № 21, стр. 2 (во дворе) — Доходный дом Бочарова (1905, архитектор Б. М. Нилус)[4].
- № 23 — Доходный дом К. М. Теляковского (1904, архитектор К. Л. Теляковский; перестроен в 1908 году В. Е. Дубовским), выявленный объект культурного наследия[4]. В рамках гражданской инициативы «Последний адрес» на доме установлен мемориальный знак с именем кладовщика Райтрансгорпита Западной железной дороги, бывшего латышского стрелка Яна Яновича Крумина, расстрелянного органами НКВД на Бутовском полигоне 3 февраля 1938 года[8]. Всего в рамках латышской национальной операции Комиссией НКВД и прокуратурой СССР осуждены 21 300 человек, из которых 16 575 человек расстреляно[9].
- № 25, стр. 1 — Доходный дом (1889, 1903, архитектор С. Ф. Воскресенский; надстроен в 1932 г.), ценный градоформирующий объект[4]. Был известен как «дом Дреземейера»[10]. В этом доме жили писатель Леонид Андреев с сентября 1895 года по январь 1896 года[11], художник Станислав Жуковский с 1915 по 1923 год, архитектор Владимир Десятов с 1904 по 1917 год[10][12].
- № 27 — Жилой дом (1933, архитектор Д. Г. Числиев), ценный градоформирующий объект[4]. В доме жили учёный-минералог Н. М. Федоровский[13], актриса Нина Тер-Осипян[14].

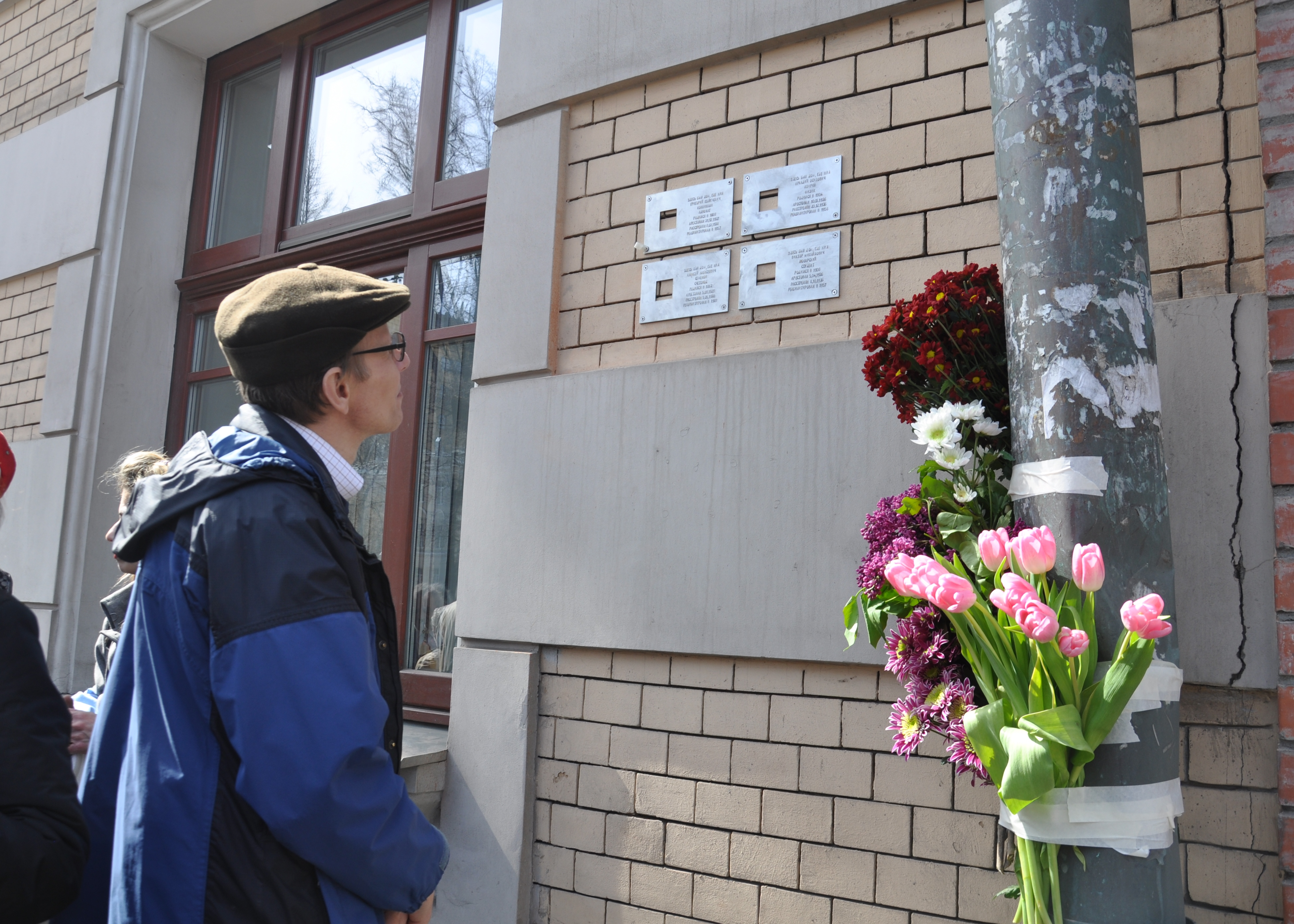
Мемориальные знаки «Последний адрес» на фасаде дома № 29.

- № 29 — Дом Иерусалимского Патриаршего подворья (1905, архитектор Г. П. Евланов[15]; в ходе реконструкции 2000-х гг. здание было снесено целиком за исключением фасадной стены[16]), ценный градоформирующий объект[4]. В 1910-х годах в доме размещалось Генеральное консульство Греции[17]. В рамках гражданской инициативы «Последний адрес» на доме установлены мемориальные знаки с именами физика А. О. Апирина, адвоката Г. Г. Коккинаки, студента В. М. Любарского и счетовода А. А. Семенова[18], расстрелянных в годы сталинских репрессий. В базе данных правозащитного общества «Мемориал» есть имена 8 жильцов этого дома, расстрелянных в годы террора[19]. Число погибших в лагерях ГУЛАГа не установлено.
- № 31, стр. 1 — Доходный дом (1879, архитектор П. П. Зыков; 1909; реконструирован в 2000-х гг)[4]. В доме жили архитектор Н. Н. Благовещенский, одна из первых советских телеведущих Ольга Чепурова[20].
- № 31, стр. 2, 3 — Городская усадьба П. П. Хрущева — А. А. Котлярева (архитекторы С. В. Соколов, Д. М. Челищев). Здание является объектом культурного наследия. С 1874 г. в нём размещалась гимназия С. Н. Фишер — единственное женское учебное заведение, где преподавались древние языки и математика (среди воспитанниц — актриса театра и немого кино С. Е. Гославская[21]). В декабре 1883 г. на музыкальном вечере в гимназии побывал П. И. Чайковский, которому была устроена овация[22]. В надворном корпусе усадьбы в кв. № 9 жил Андрей Белый; в 1910—1916 гг. в том же корпусе располагалось руководимое Белым издательство «Мусагет»[4].
- № 33/1 — Доходный дом церкви Святого Тихона у Арбатских ворот (1910, архитектор П. А. Виноградов), заявленный объект культурного наследия[4].

### По чётной стороне
- № 2/1/18 — Городская усадьба Лодыженских — Столыпина, объект культурного наследия регионального значения[4]. Здание (1-я пол. XVIII — нач. XX вв.) было куплено в 1831 году для 1-й мужской гимназии в дополнение к основному учебному зданию, располагавшемуся рядом. 7 мая 1836 года директора гимназии М. А. Окулова, родственника его друга П. В. Нащокина, на его квартире, посетил А. С. Пушкин.
- № 4/3 — Городская усадьба князя И. М. Оболенского — И. И. Некрасова — А. А. Катуар-де-Бионкур (XVIII—XIX вв. Дом главный (с палатами) 2-я пол. XVIII в., 1783 г., 1802 г., 1834 г., 1890-е гг., архитекторы Р. И. Клейн, Л. Н. Кекушев, 1903 г., (балкон) архитектор И. П. Залесский), ценный градоформирующий объект[4].
- № 6/7, стр. 1 — Главный дом усадьбы Замятина — Третьякова XIX в., объект культурного наследия федерального значения[4]. Был перестроен А. С. Каминским после покупки владения в 1871 году С. М. Третьяковым, после смерти которого был приобретён П. П. Рябушинским[23]. Ныне здесь располагается «Российский фонд культуры» Служебные постройки во дворе — по проекту архитектора Б. М. Нилуса 1905—1906 гг.
- № 8, стр. 1, 2, 3 — Дом-коммуна (Жилой комплекс РЖСКТ «Показательное строительство» для строительных рабочих, известен также как «Дом художников»), построен в 1929—1930 годах (коллектив архитекторов: М. О. Барщ, И. Ф. Милинис, И. И. Леонидов, В. М. Владимиров, С. В. Орловский, А. Л. Пастернак, Л. С. Славина и др.), объект культурного наследия регионального значения[4]. Построен как экспериментальное жилище с элементами бытового обслуживания. Состоит из двух жилых корпусов и двухэтажного корпуса общественного назначения. Применены двухуровневые типовые жилые ячейки. Они были рассчитаны на небольшие семьи, члены которых могут питаться в общественной столовой. Поэтому в квартирах были сделаны шкафы с минимальным кухонным оборудованием (кухня-шкаф), а также крохотные санузлы. Данный жилой комплекс считался переходным к дому-коммуне, в последнем не предполагалось иметь даже такое скромное бытовое оборудование[24]. В доме жили архитекторы А. К. Буров[25], И. И. Леонидов (мемориальная доска)[26], М. И. Синявский, И. Ф. Милинис[27].
- № 10, стр. 1-4 — усадьба Цурикова — Нарышкиных, выстроена по проекту архитектора М. Ф. Казакова. Здесь жил декабрист М. М. Нарышкин. В этом доме бывали К. Ф. Рылеев, И. И. Пущин, позднее И. С. Тургенев, И. Е. Репин, А. Н. Островский, А. Ф. Писемский, А. А. Фет. В доме работало правление Союза художников СССР. Здания являются объектами культурного наследия федерального значения[4].
- № 12, стр. 1 — Московская удельная контора (1880-е гг., 1915 г.), объект культурного наследия регионального значения[4].
- № 12, стр. 2 — Флигель городская усадьбы (кон. XVIII — нач. XIX вв.), выявленный объект культурного наследия[4].
- № 14, стр. 1 — Городская усадьба Е. И. Васильчиковой — С. А. Оболенского — Н. Ф. фон Мекк (1820-е; 1858; 1875 — пристройка, архитектор Д. Н. Чичагов[28]). Усадьба связана с именами декабристов Н. В. Васильчикова, П. Н. Свистунова, И. И. Муравьёва-Апостола. В конце XIX в. здесь бывали композиторы С. В. Рахманинов, А. К. Глазунов, П. И. Чайковский. С 1956 г. — Центральный шахматный клуб. Здание является объектом культурного наследия регионального значения[4].
- 16/13 — Городская усадьба Е. М. Алексеевой (Флигель, 1884 г., архитектор Д. Н. Чичагов; 1898—1908, архитектор А. Э. Эрихсон), ценный градоформирующий объект[4][28].
- № 18 — Административное здание Наркомата обороны (1936, архитектор Л. В. Руднев)[28].
- № 18/19 — Служебное здание Александровского военного училища (нач. XX в.)[28].

### Средняя часть
- У площади Пречистенских Ворот — вестибюль станции метро «Кропоткинская» (на месте церкви Сошествия Святого Духа).
- Напротив переулка Сивцев Вражек — памятник М. А. Шолохову.
- У Арбатской площади — памятник Н. В. Гоголю.

### Церковь Ржевской Божьей Матери

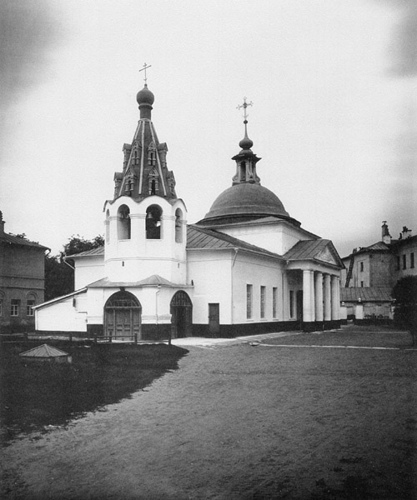

На месте дома номер 8 раньше находилась церковь Ржевской Божьей Матери, уничтоженная в 1929 году.
Церковь названа в честь чудотворной иконы из деревни Клочки под Ржевом. В 1540 году икону перевезли в Москву, где с неё сделали список. Этот список был помещен в церковь в Чертолье. В 1686 году церковь сгорела и была перестроена заново в камне окольничим Петром Тимофеевичем Кондыриным. Позже к ней были пристроены приделы Алексея, человека Божия, и святого Николая чудотворца.
В 1896—1898 годах архитектор А. А. Никифоров строит вновь трапезную и возводит шатровую колокольню.
Особенно примечателен во внутреннем убранстве церкви был белокаменный иконостас со стеклянной мозаикой, сооружённый академиком живописи В. Д. Фартусовым.

## Бульвар в произведениях кинематографа, литературы и искусства

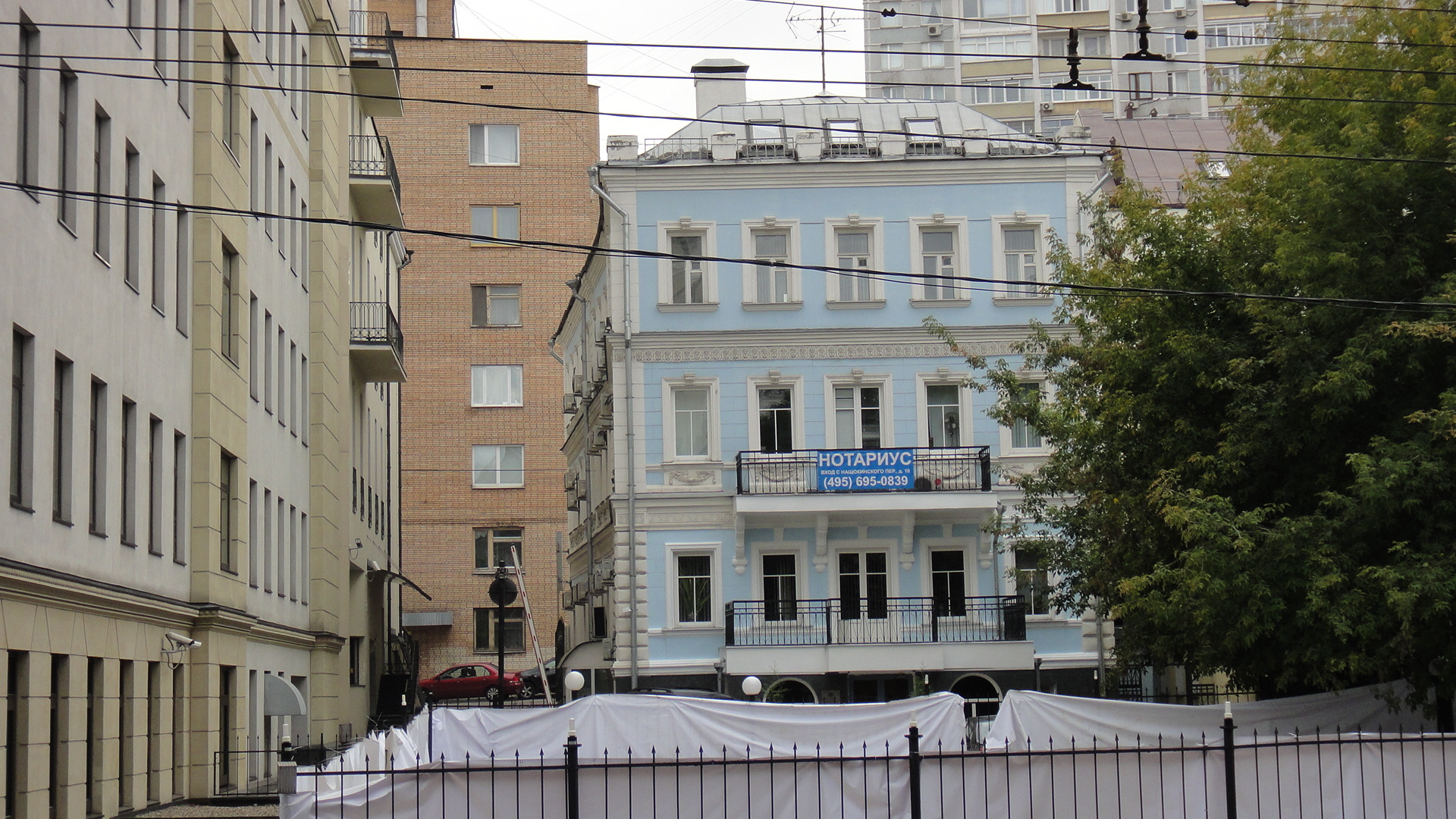
Дом из фильма Покровские ворота. Современный вид с Гоголевского бульвара (первый этаж скрыт за забором)

- На Гоголевском бульваре происходит действие двух сцен фильма «Москва слезам не верит» режиссёра Владимира Меньшова. Здесь Катя Тихомирова встречается с Родионом Рачковым. Через двадцать лет их встреча происходит на том же месте.
- В глубине двора главным фасадом на бульвар (между домами № 11 и 15) стоит дом № 10 по Нащокинскому переулку, здесь разворачиваются сцены фильма «Покровские ворота». В начале и конце фильма показывают сцены сноса этого дома.
- Басаргин-«Лузга», герой Валерия Приёмыхова, в финальной сцене фильма «Холодное лето пятьдесят третьего...» после тяжёлого, неприятного разговора с роднёй погибшего товарища идёт по осеннему бульвару вдаль.
- Гоголевский бульвар неоднократно фигурирует или упоминается в различных произведениях Кира Булычёва, являясь местом действия многих произведений Алисианы. Согласно их текстам, к концу XXI века улица значительно изменит свой облик — станет шире в три раза и будет ещё гуще засажена деревьями, фактически превратившись в лесопарковую зону. На Гоголевском бульваре будет расположена станция юных натуралистов, где Алиса Селезнёва и её друзья будут заниматься научными исследованиями. Гоголевский бульвар станет важной частью маршрута Коли Наумова, во время его знаменитой экскурсии по будущему, описанной в повести «Сто лет тому вперёд».

## Общественный транспорт
- Станция метро «Кропоткинская» Сокольнической линии.
- Автобус м5.